# Escut dels Estats Federats de Micronèsia
L'escut dels Estats Federats de Micronèsia, més aviat un segell que no pas un escut heràldic, fou adoptat el 1986.
De forma rodona, presenta un coco germinat flotant a l'oceà com a motiu central. Al cap hi ha quatre estrelles de cinc puntes que simbolitzen els quatre estats de la federació: Chuuk, Kosrae, Pohnpei i Yap. Al peu, una cinta amb el lema nacional en anglès: PEACE, UNITY, LIBERTY ('Pau, unitat, llibertat') i la data del 1979, l'any en què es va adoptar la Constitució. El segell és voltat per un cordó groc, la llegenda GOVERNMENT OF THE FEDERATED STATES OF MICRONESIA ('Govern dels Estats Federats de Micronèsia') i la vora exterior de color blau.
El símbol del coco germinat s'explica pel fet que moltes illes del Pacífic s'han poblat de palmeres a causa dels cocos abandonats a la platja, que hi han dut la llavor. A més a més, la copra és el principal producte agrícola de les illes.